# Cnemaspis mahsuriae
Cnemaspis mahsuriae es una especie de gecos de la familia Gekkonidae.

## Distribución geográfica yhábitat
Es endémica del archipiélago Langkawi (Malasia Peninsular). Su rango altitudinal oscila entre 400 y 657 m s. n. m..